# Santiago Estrany i Castany
Santiago Estrany i Castany (Mataró, 24 de juliol de 1923 - 31 de maig de 2013) va ser un pintor, fotògraf, cartellista, dibuixant, exlibrista i docent català.
El primer professor d'art fou el seu pare, l'artista-pintor i gravador Rafael Estrany i Ros (1884-1958). Fou alumne de l'Escola d'Arts i Oficis de Mataró i posteriorment estudià per a pèrit industrial a l'Escola Industrial de Barcelona, i es llicencià a l'Escola Superior de Belles Arts de Sant Jordi de la Universitat de Barcelona. L'any 1992 va obtenir el títol de doctor en belles arts per la Universitat de Barcelona, amb la tesi doctoral L'art gràfic al noucentisme que després de la primera publicació va conèixer diverses reedicions. En reconeixement de la seva trajectòria, l'Ajuntament de Mataró li va atorgar Medalla de la ciutat a títol pòstum el març 2014.
Fou professor de dibuix per l'Escola Superior de Belles Arts de Sant Jordi, professor titular per concurs-oposició de l'Escola d'Arts i Oficis de Mataró, professor de l'Institut Politècnic Miquel Biada de Mataró des de la seva fundació el 1958 i en fou també sotsdirector i cap de departament. Professor de batxillerat a l'Institut de Mataró i professor titular de la Universitat Politècnica de Catalunya a l'Escola Tècnica Superior d'Enginyers Industrials de Barcelona i l'Escola Universitària Politècnica de Mataró, de la qual fou cap d'estudis.
La seva obra es troba en múltiples murals exteriors i interiors per esgrafiat a Mataró, Argentona, Barcelona, Badalona, Caldetes, Calella i Dosrius, i també ha realitzat murals interiors i decoració d'establiments comercials, amb diferents procediments pictòrics. La seva ciutat no sempre va respectar l'art mural i uns grans esgrafiats seus van ser destruïts durant obres de modernització. També ha participat i dirigit la fase final de la decoració de l'altar major de la Basílica de Santa Maria de Mataró. Com a grafista es poden trobar nombrosos treballs de disseny publicitari i de disseny industrial a encàrrec de diverses empreses.
És autor de nombrosos exlibris.
Membre durant tretze anys del Patronat del Museu Municipal de Mataró, d'on fou director de la sala d'exposicions i de la seva activitat cultural, des de 1976 a 1982. Fou membre del Consell municipal del Patrimoni arquitectònic de Mataró o de la comissió que va realitzar la normativa arquitectònica del centre històric de Mataró. Era membre de la Comissió del Nomenclàtor de Mataró i membre de la comissió per a la concessió de subvencions a entitats culturals mataronines.